# Анисимов, Константин Андреевич
Анисимов Константин Андреевич (19 апреля 1850 — 8 мая 1917) — русский военачальник, генерал-лейтенант. Участник русско-турецкой войны 1877—1878 годов, военных действий в Китае 1900—1901 годов, русско-японской войны 1904—1905 годов.

## Биография
Получил образование в Тифлисском пехотном юнкерском училище (1874). Прапорщик 156-го пехотного Елизаветпольского полка, капитан (1887).
Участник Русско-турецкой войны 1877—1878: герой Деве-Бойну (1877). В турецкую войну 1877—78 гг. подпоручик А. явился одним из видных героев-Елизаветпольцев: в сражении при Деве-Бойну он с 15-ю нижними чинами овладел двумя орудиями. За этот подвиг он получил орден святого Георгия 4 степени. За другие отличия в ту же войну получил ещё 3 боевые награды: орден святой Анны 4-й и 3-й степеней и святого Станислава 2-й степени с мечами.
После 12-летнего командования ротой Анисимов в 1892 г. был произведён в подполковники, с назначением командиром 1-го батальона 12-го стрелкового полка, а в 1893 г. — в полковники, получив в командование тот же полк.
С 1898 года командир 12-го Восточно-Сибирского стрелкового полка.
Участник китайской кампании 1900—1901 годов. В 1900 г., когда во время боксёрского восстания было признано неотложным направить в Китай особые отряды, Анисимов был сделан начальником 1-го эшелона (2 бат., 4 оруд., взвод сапёр, взвод казаков, всего до 2.000 чел.) нашего экспедиционного отряда в Печилийскую провинцию. Высадившись 1 июня в Тонгку, Анисимов немедленно со своим отрядом, к которому присоединили десант с 5-ти наших кораблей, выступил к Тяньцзиню, находившемуся в тяжёлом положении: боксёры уже жгли здания в китайской части города и угрожали европ. сеттльменту. Своевременное прибытие Анисимова избавило европейцев от резни; нападения мятежников были дважды отбиты с большим успехом. 2 июня отряд Анисимова был отрезан от сообщения с морем и лишён возможности получить какую-либо помощь. Невозможность оставить на произвол судьбы до 2.000 европейцев и свыше 400 женщин и детей побудила Анисимова принять твёрдое решение обороняться до подхода выручки. Несмотря на неблагоприятные условия обороны (посёлок занимал несколько вёрст и стеснён китайским городом, переполненным мятежниками), Анисимов сумел продержаться в Тяньцзине с 4 до 10 июня, находясь под непрерывным огнём китайских крепости, и полевых орудий и пехоты. В трудные минуты Анисимов лично являлся в опаснейшие места и подавал образец хладнокровной распорядительности и неустрашимости. Все усилия превосходных сил китайцев раздавить наш маленький отряд были безрезультатны. Не ограничиваясь пассивной обороной, Анисимов не один раз делал вылазки, причём 10 июня 12-му Восточно-Сибирскому стрелковому полку удалось захватить 6-дюймовое орудие, более всего вредившее отряду, и несколько полевых. 11 июня на выручку отряда Анисимова пришёл из Таку отряд генерала Стесселя. Своей упорной обороной Тяньцзиня Анисимов оказал неоценимую услугу всем экспедиционным отрядам, получившим возможность направить свои усилия на спасение бывшего в критическом положении отряда Сеймура и на освобождение миссий в Пекине.
За свой подвиг Анисимов был награждён золотым оружием и произведён в генерал-майоры, с назначением начальником 2-й Восточно-Сибирской стрелковой бригады (с 1904 — дивизии) и с зачислением в списки полка.
С 3 декабря 1908 года в отставке. Погиб от рук революционеров в 1917 году.

## Семья
Сын Яков Константинович Анисимов служил в жандармерии, после убийства отца сменил фамилию на Богачев и переехал в Москву. Его внук известный впоследствии адвокат в СССР Петр Яковлевич Богачов (Анисимов).

## Награды
- Орден Святой Анны 3-й степени (1877).
- Орден Святой Анны 4-й степени (1878).
- Орден Святого Георгия 4-й ст. (1878).
- Орден Святого Станислава 2-й степени с мечами (1879).
- Орден Святой Анны 2-й степени (1892).
- Орден Святого Владимира 4-й степени (1896).
- Орден Святого Владимира 3-й степени с мечами (1900).
- Золотое оружие «За храбрость» (1900).
- Орден Святого Станислава 1-й степени (1903).
- Орден Святой Анны 1-й степени (1906).